# Evisceration Plague
Az Evisceration Plague az amerikai Cannibal Corpse tizenegyedik nagylemeze. A korong az ismert stílusban fogant, elődeihez képest a zenekar minden védjegye megtalálható rajta. Klip a címadó dalra készült. A turné során Budapesten is felléptek a Children of Bodom társaságában. 2009 őszén a Dying Fetus és Obscura előzenekarokkal turnéztak.

## Számok
Minden dalt Alex Webster írt kivéve ahol fel van tüntetve.
|     | Cím                                | Szerző(k)                      | Hossz |
| --- | ---------------------------------- | ------------------------------ | ----- |
| 1.  | Priests of Sodom                   |                                | 3:31  |
| 2.  | Scalding Hail                      | Rob Barrett, Alex Webster      | 1:46  |
| 3.  | To Decompose                       | Paul Mazurkiewicz, Pat O’Brien | 3:03  |
| 4.  | A Cauldron of Hate                 |                                | 4:59  |
| 5.  | Beheading and Burning              |                                | 2:15  |
| 6.  | Evidence in the Furnace            |                                | 2:48  |
| 7.  | Carnivorous Swarm                  | Paul Mazurkiewicz, Pat O'Brien | 3:36  |
| 8.  | Evisceration Plague                |                                | 4:30  |
| 9.  | Shatter Their Bones                | Rob Barrett                    | 3:35  |
| 10. | Carrion Sculpted Entity            | Paul Mazurkiewicz              | 2:33  |
| 11. | Unnatural                          |                                | 2:22  |
| 12. | Skewered from Ear to Eye           |                                | 3:49  |
| 13. | Skull Fragment Armor (bónusz szám) |                                | 2:10  |

## Zenészek
- George „Corpsegrinder” Fisher – ének
- Pat O’Brien – gitár
- Rob Barrett – gitár
- Alex Webster – basszusgitár
- Paul Mazurkiewicz – dob
- Erik Rutan – producer, valamint szólózik  az Unnatural című dalban.

## Helyezések
| Chart (2009)      | Peak position |
| ----------------- | ------------- |
| Finn Album lista  | 25            |
| Német Album lista | 42            |

## Fordítás
Ez a szócikk részben vagy egészben  az   Evisceration Plague című angol Wikipédia-szócikk fordításán alapul.  Az eredeti cikk szerkesztőit annak laptörténete sorolja fel. Ez a jelzés csupán a megfogalmazás eredetét és a szerzői jogokat jelzi, nem szolgál a cikkben szereplő információk forrásmegjelöléseként.